# Campionato asiatico per club 2004 (femminile)
Il campionato asiatico per club 2004 si è svolto dal 20 al 25 aprile 2004 ad Almaty, in Kazakistan. Al torneo hanno partecipato 6 squadre di club asiatiche ed oceaniane e la vittoria finale è andata per la prima volta al Rahat CSKA.

## Squadre partecipanti
- Astana
- Bayi
- BEC World
- Chung Shan
- Rahat
- Toumaris SKIF

## Classifica finale
| Classifica | Squadre       |
| ---------- | ------------- |
|            | Rahat         |
|            | Bayi          |
|            | Chung Shan    |
| 4          | Astana        |
| 5          | BEC World     |
| 6          | Toumaris SKIF |